# Julián Garcés
Julián Garcés, O.P. (Munébrega, Reino de Aragón, 1452 - Tlaxcala, Nueva España, 7 de diciembre de 1541) fue un sacerdote dominico español, primer obispo de la Nueva España, primero en la diócesis de Tlaxcala llegando en 1525 y posteriormente en la diócesis de Yucatán. Ocupó su cargo de obispo desde el 13 de octubre de 1525 hasta su fallecimiento.

## Datos biográficos
Profesó en el convento de Calatayud. Estudió en las universidades de Salamanca y París. Enseñó Teología en el convento de Zaragoza, donde alcanzó el título de maestro. Después estudió en París filosofía, teología y latín. Fue predicador de Carlos I de España.
Fue nombrado obispo de la nueva diócesis de Tlaxcala, en la Nueva España, por real cédula de 6 de septiembre de 1527. Garcés fue propuesto por los consejeros eclesiásticos de Carlos I de España. En 1525 el papa Clemente VII le nombró obispo de Tlaxcala. En la carta recibida el papa le comunicó: "Le concedemos a usted y a los obispos que le sucederán, que no os llaméis obispo de Santa María (de los Remedios o de Yucatán), sino de Tenuxtitlán y de las otras tierras que son mencionadas". 
Garcés eligió la ciudad de Tlaxcala como sede episcopal. Pese a su avanzada edad, 73 años, no dudó en ponerse en camino hacia las Indias, tomando posesión de su sede dos años después. En el tiempo que estuvo al frente del obispado tlaxcalteca, se destacó por el cuidado prestado a la protección de los indios, así como a la erección de templos y servicios de asistencia. Fruto de tal empeño fue la edificación de un hospital en el camino de Veracruz a México y el templo catedral de Puebla de los Ángeles, nombre que adoptó después su diócesis. 
Fray Julián Garcés es uno de los aragoneses que tempranamente participan en la acción misional y colonizadora de la Corona española en la Nueva España, desarrollando una activa labor en las controversias de Indias, fruto de las cuales fue una carta dirigida al papa Paulo III en defensa de los indios. Murió en su sede, víctima de unas fiebres palúdicas, a los 89 años.

## Obra
Epístola ad SS. Dom. Nost. Paulum III Pontificem Maximum in Gratiam Indorum. Ilustratio omnium operum Divi Augustini, Notis marginalibus a se ipso factis. Papeles relativos al establecimiento de la Iglesia de Angelópolis. Colección de sermones.

## Sucesión
| Predecesor: Antonio de Morales Molina | Obispo de Tlaxcala 6 de septiembre de 1527 - 7 de diciembre de 1541 | Sucesor: Alfonso de la Mota y Escobar |